# Frenchtown (Montana)
Frenchtown – jednostka osadnicza w Stanach Zjednoczonych, w stanie Montana, w hrabstwie Missoula.